# Joseph Bonnel
Joseph Marcel Bonnel (Florensac, 4 gennaio 1939 – Pézenas, 13 febbraio 2018) è stato un calciatore e allenatore di calcio francese, di ruolo centrocampista.

## Carriera
Vinse due campionati francesi (1971, 1972) e due Coppe di Francia (1969, 1972) con la maglia del Marsiglia.

## Palmarès

### Giocatore

#### Competizioni nazionali
- Campionato francese: 2

Olympique Marsiglia: 1970-1971, 1971-1972
- Coppa di Francia: 2

Olympique Marsiglia: 1968-1969, 1971-1972
- Supercoppa francese: 1

Olympique Marsiglia: 1971